# Bistum Iquique
Das Bistum Iquique (lat.: Dioecesis Iquiquensis, span.: Diócesis de Iquique) ist eine in Chile gelegene Diözese der römisch-katholischen Kirche mit Sitz in Iquique.

## Geschichte
Das Bistum Iquique wurde 1880 durch Papst Leo XIII. aus Gebietsabtretungen des Bistums Arequipa als Apostolisches Vikariat Tarapacá errichtet. Am 20. Dezember 1929 wurde das Apostolische Vikariat Tarapacá durch Papst Pius XI. zum Bistum erhoben und in Bistum Iquique umbenannt. Am 17. Februar 1959 gab das Bistum Teile seines Territoriums zur Gründung der Territorialprälatur Arica ab. Das Bistum Iquique gab am 21. Juli 1965 ein weiteres Mal Teile seines Territoriums zur Gründung der Territorialprälatur Calama ab.
Das Bistum Iquique ist dem Erzbistum Antofagasta als Suffraganbistum unterstellt.

## Ordinarien

### Apostolische Vikare von Tarapacá
- Plácido Labarca Olivares, 1887–1890, dann Bischof von Concepción
- Daniel Fuenzalida Santelices, 1890–1895
- Guillermo Juan Carter Gallo, 1895–1906
- Martín Rucker Sotomayor, 1906–1910
- José María Caro Rodríguez, 1911–1925, dann Bischof von La Serena
- Carlos Labbé Márquez, 1926–1929

### Bischöfe von Iquique
- Carlos Labbé Márquez, 1929–1941
- Pedro Aguilera Narbona, 1941–1966
- José del Carmen Valle Gallardo, 1966–1984
- Francisco Javier Prado Aránguiz SS.CC., 1984–1988, dann Weihbischof im Bistum Valparaíso
- Enrique Troncoso Troncoso, 1989–2000, dann Bischof von Melipilla
- Juan Barros Madrid, 2000–2004, dann Militärbischof von Chile
- Marco Antonio Órdenes Fernández, 2006–2012
- Guillermo Patricio Vera Soto, 2014–2021, dann Bischof von Rancagua
- Isauro Ulises Covili Linfati OFM, seit 2022